# Церква Преображення Господнього (Зборів)
Церква Преображення Господнього — пам'ятка архітектури в стилі бароко XVIII століття у м. Зборів, Зборівського району, Тернопільської області.

## Історія

### Храм у XVII
Первісний дерев'яний храм існував у Зборові ще з XVII століття. У 1649 році німецький офіцер Крістофер Увальд позначив на карті-схемі Зборівської битви місцезнаходження Преображенської церкви. Церква знаходилась поруч міського валу, біля західної міської брами. У 1710 році в результаті перебудови церква стала трибанною. Її підвалини заклали з дубового дерева, а стіни – з соснового. Дерев'яна дзвіниця мала 4 дзвони.

### Реставрація храму
Новий кам'яний храм збудовано у 1794-1798 роках коштом громади на місці дерев'яної. Поряд з церквою спорудили дзвіницю святого Стефана. Церква була діючою в радянські часи. Правда, тодішня влада не пошкодувала дзвіниці – її знищили у 1974 році. Вдалось зберегти фігуру святого Стефана. Тепер вона зберігається в музеї "Зборівська битва"..

## Чудотворна ікона в храмі
На церковному подвір'ї стоять хрест на честь скасування панщини 1848 року, хрест Св. Тверезості, пам'ятний знак на честь 500-річчя Берестейської церковної унії, каплиця Пресвятої Богородиці. Храм славився чудотворною іконою Розп'ятого Христа. У 1755 році ікона, яка знаходилась в домі о. Олексія Липинського, почала кровоточити. Це побачила Праксида Красівська, нянька дітей. Згодом це явище бачили інші люди, серед них о. Ізидор Бернацький, латинський парох зі Зборова і о. Іван Кульматицький, парох із Присівців. За розпорядженням Львівського єпископа Лева Шептицького від 1757 року ікону перенесено до храму. Для вшанування ікони було запроваджено 6 відпустів на рік: в свято Різдва Івана Хрестителя, Святих апостолів Петра й Павла, Преображення Господнього, Різдва Пресвятої Богородиці, Успіння Пресвятої Богородиці, Воздвиження Чесного Хреста. Під час Першої світової війни російські війська вивезли ікону. Зараз у церкві висить копія чудотворної ікони.

## Сучасність
На сьогоднішній день Преображенська церква у Зборові – діючий храм Української греко-католицької церкви та належить до пам'яток архітектури національного значення.